# Claudine Auger
Claudine Auger [klódin óžé], rodným jménem Claudine Oger (26. dubna 1941, Paříž – 18. prosince 2019) byla francouzská herečka a modelka známá především díky své roli Bond girl Dominique "Domino" Dervalové v bondovce Thunderball z roku 1965. Zvítězila v soutěži Miss Francie a v roce 1958 se stala první vicemiss Miss World.

## Osobní a profesní život
Po ukončení Koleje svaté Johanky z Arku nastoupila na pařížskou konzervatoř. Její filmový debut přišel ještě za studií. Režisér Jean Cocteau ji v roce 1960 obsadil do role vysoké baleríny ve filmu Orfeova závěť. V osmnácti letech se provdala za spisovatele a režiséra Pierra Gaspard-Huita, který jí obsadil do několika svých snímků jako například Železná maska (1962) či Kali Yug, bohyně pomsty (1963).
Během dovolené v Nassau se setkala s producentem Kevinem McClorym, od něhož dostala okamžitou nabídku na konkurz role Bond girl k jeho připravované bondovce Thunderball, kterou následně získala. Přestože se snažila zdokonalit v angličtině, tak byl její hlas dabován herečkou Nikki van der Zylovou. Bezprostřední událostí, která z ní učinila hvězdu byla série polonahých snímků, které nafotila pro časopis Playboy. Film Thunderball odstartoval její další hereckou dráhu v Evropě, ovšem nikoli už tak ve Spojených státech. V roce 1971 si zahrála společně s dalšími dvěma Bond girls Barbarou Bachovou a Barbarou Bouchetovou v mysteriózním snímku La Tarantola dal ventre nero.
V roce 1966 byla nominovaná na cenu Golden Laurel v kategorii Nová ženská tvář, ve které se umístila na 4. pozici.

## Herecká filmografie
| - 1999 – Příběh Jamese Bonda (dokumentární film) - 1997 – Le Rouge et le noir (televizní film) - 1995 – Los Hombres siempre mienten - 1994 – Dům U tří štítů (televizní film) - 1992 – Salt on Our Skin - 1990 – La Bocca - 1990 – Chobotnice 5 (televizní seriál) - 1989 – Oggi ho vinto anch'io (televizní film) - 1988 – Un Amore di donna - 1988 – La Femme de mes amours - 1988 – Il Frullo del passero - 1987 – Les Exploits d'un jeune Don Juan - 1987 – Una Grande storia d'amore (televizní film) - 1987 – Qui c'est ce garçon? (televizní seriál) - 1985 – Il Pentito - 1984 – Secret Places - 1983 – Credo (televizní film) - 1986 – Die Französin (televizní film) - 1983 – Die Goldenen Schuhe (televizní seriál) - 1983 – Der Leutnant und sein Richter (televizní film) - 1982 – Les Secrets de la princesse de Cadignan (televizní film) - 1981 – Fregoli (televizní seriál) - 1981 – The Girls In Their Summer Dresses and Other Stories by Irwin Shaw (TV film) - 1980 – Black Jack - 1980 – Fantastica - 1980 – Prestami tua moglie - 1979 – Aragosta a colazione - 1979 – La Nasse (televizní film) - 1979 – Úspěšný společník - 1979 – Výlet s Anitou - 1978 – Motýl na rameni - 1978 – Il Triangolo delle Bermude - 1977 – Emmenez-moi au Ritz (televizní film) - 1977 – La spia - Il caso Philby (televizní seriál) - 1977 – Pane, burro e marmellata - 1976 – Il Colpaccio | - 1976 – Cuando los maridos se iban a la guerra - 1975 – L' Intrépide - 1975 – Povídka o policajtovi - 1974 – La Dynamite est bonne à boire - 1974 – Les Oiseaux de Meiji Jingu (televizní seriál) - 1972 – Gli Ordini sono ordini - 1972 – Un Verano para matar - 1971 – Equinozio - 1971 – Reazione a catena - 1971 – La Tarantola dal ventre nero - 1971 – Un peu de soleil dans l'eau froide - 1969 – Come ti chiami, amore mio? - 1969 – Komm, süßer Tod - 1969 – Il Padre di famiglia - 1968 – The Bastard - 1968 – Le Dolci signore - 1968 – Escalation - 1968 – Plameny nad Jadranem - 1967 – Jeu de massacre - 1967 – Scusi, facciamo l'amore? - 1967 – Trojitý kříž - 1966 – L' Arcidiavolo - 1966 – L' Homme de Marrakesh - 1966 – Operazione San Gennaro - 1965 – Una Bella grinta - 1965 – Thunderball - 1965 – Yoyo - 1964 – Alerte à Orly (televizní seriál) - 1964 – Die Lady - 1963 – Francouzským stylem - 1963 – Kali Yug, la dea della vendetta - 1963 – Tajemství indického chrámu - 1962 – Les Sept péchés capitaux - 1962 – Železná maska - 1960 – Les Moutons de Panurge - 1960 – Orfeova závěť - 1960 – Terrain vague |